# Yarıdağ
Yarıdağ är ett berg i Azerbajdzjan.   Det ligger i distriktet Quba Rayonu, i den nordöstra delen av landet, 170 km nordväst om huvudstaden Baku. Toppen på Yarıdağ är 1 458 meter över havet, eller 71 meter över den omgivande terrängen. Bredden vid basen är 1,3 km.
Terrängen runt Yarıdağ är kuperad åt nordost, men åt sydväst är den bergig. Närmaste större samhälle är Quba, 17,7 km öster om Yarıdağ. 
I omgivningarna runt Yarıdağ växer i huvudsak lövfällande lövskog. Runt Yarıdağ är det ganska glesbefolkat, med 48 invånare per kvadratkilometer.